# The Cleftones
The Cleftones was een Amerikaanse doowop-groep, geformeerd in 1955, die toen The Silvertones werden genoemd op de Junior High School 40 in Jamaica. The Cleftones werden opgericht in 1955 door Herbie Cox, Berman Patterson, Warren Corbin, Charlie James McGhee en William 'Buzzy' McClain.

## Carrière
In 1955 waren de leden van de groep middelbare scholieren die naar de Jamaica High School in Queens, New York gingen. De groep ontstond aanvankelijk rond het idee om een jingle voor een politieke campagne te schrijven voor de Jamaica High School's Independent Party, een impopulaire groep studenten bestaande uit mensen die doorgaans ook meededen aan alle schoolactiviteiten, waaronder toekomstige leden van The Cleftones. Met dit doel veranderde Herbie Cox (zanger), samen met klasgenoten Charlie James McGhee (eerste tenor), Berman Patterson (tweede tenor), Warren Corbin (bas) en William 'Buzzy' McClane (bariton), de tekst in Gee, een destijds populaire rhythm-and-blues song van The Crows. Het uitvoeren van hun versie van Gee resulteerde in het populair maken van de Independent Party en het winnen van de schoolverkiezingen. De groep begon lokaal op te treden als The Silvertones in een verscheidenheid aan buurtconcerten, zoals in het Hillcrest Jewish Centre Day Camp in Queens. De hit Gee werd oorspronkelijk geproduceerd door George Goldner, die ook de groep, nu omgedoopt tot The Cleftones, contracteerde voor een platencontract bij Gee Records in 1955.

### Hits en opnamen
In hun eerste poging als professionele muzikanten schreven Corbin en Patterson You Baby You, dat in 1955 een hit werd. Herb Cox schreef toen Little Girl of Mine en Can't We Be Sweethearts voor de groep. Echter, na de kleine hits Why You Do Me Like You Do en See You Next Year zouden hun volgende grote hits pas jaren later komen. In 1961 bestond de tweede generatie van The Cleftones uit Herb Cox, Charlie James, Warren Corbin, Gene Pearson (bariton van The Rivileers die bariton William 'Buzzy' McClane verving) en de nieuwe aanwinst Pat Spann, de eerste en enige vrouw die met de groep zong. In 1961 bereikten ze nummer 18 in de Billboard Hot 100 met Heart and Soul, een herschikking van het nummer uit 1938 met dezelfde naam (een nummer 1 van Larry Clinton en zijn orkest, met Bea Wain op zang). De groep volgde dat nummer met For Sentimental Reasons (1962), een herschikking van een nummer uit 1936 met dezelfde naam. Echter, de Britse invasie van medio jaren 1960 nam het publiek van The Cleftones en andere doowop-groepen. Gene Pearson vertrok van 1962 tot 1966 om bij The Drifters te zingen. The Cleftones gingen in 1964 uit elkaar, drie jaar na hun grootste succes met Heart and Soul.

## Overlijden
Zanger Herb Cox (geboren Herbert Alexander Cox op 6 mei 1938) overleed op 7 december 2019 op 81-jarige leeftijd in Fayetteville.

## Discografie

### Singles
Gee Records
- 1955: You Baby You / I Was Dreaming
- 1956: Can't We Be Sweethearts? / Neki-Hokey
- 1956: String Around My Heart / Happy Memories
- 1957: Why Do You Do Me Like You Do / I Like Your Style Of Making Love
- 1957: See You Next Year / Ten Pairs Of Shoes
- 1957: Hey Babe / What Did I Do That Was Wrong
- 1958: Lover Boy / Beginners At Love

Roulette Records
- 1958: She's So Fine / Trudy
- 1959: Cuzin Casanova / Mish Mash Baby
- 1960: She's Gone / Shadows In The Very Last Row

Gee Records
- 1961: Heart And Soul / How Do You Feel
- 1961: (I Love You) For Sentimental Reasons / 'Deed I Do
- 1962: Earth Angel /Blues in the Night
- 1962: Lover, Come Back to Me / There She Goes
- 1962: How Deep Is The Ocean / Some Kinda Blue

Rama Records
- 1961: Vacation In The Mountains / Leave My Woman Alone

## Cleftones-songs in film-soundtracks
- 1973: Heart and Soul in American Graffiti
- 1985: Mischief
- 1990: Can't We Be Sweethearts in Goodfellas
- 1993: Little Girl of Mine in A Bronx Tale
- 1998: Lover Boy in Drive